# Voedselethiek
Voedselethiek is een toegepaste tak van de moraalfilosofie die zich bezighoudt met de wijze waarop voedsel wordt geproduceerd en geconsumeerd. Het is een interdisciplinair veld dat verwant is met milieu-ethiek en dierenethiek. Thema's binnen de voedselethiek zijn het gebruik van chemische middelen (pesticiden en kunstmest), genetische ingrepen (via genetische modificatie veranderen van dieren en planten), de werkomstandigheden in de landbouw en de voedingsindustrie, de verdeling van voedsel (honger en ondervoeding), kwaliteit van voeding (vers versus heel erg bewerkt zonder gezonde voedingsmiddelen), dierenwelzijn en rechten van landbouwhuisdieren, en het activisme tegen bepaalde voedselpraktijken. De rol van consumenten en producenten wordt hierbij aan de orde gesteld.